# Branche ernestine

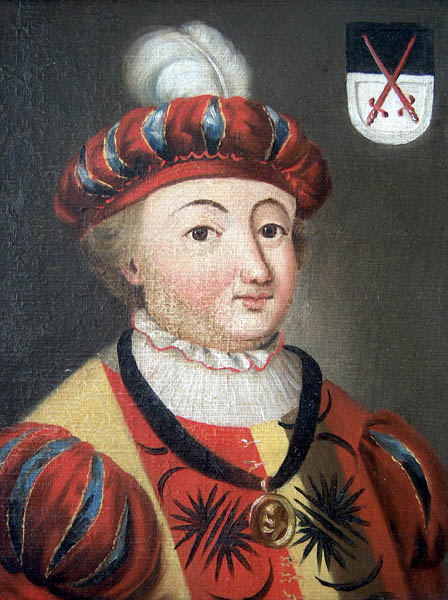
L'électeur Ernest de Saxe (1441-1486), fondateur de la branche ernestine.

La branche ernestine est l'aînée des deux branches de la maison de Wettin, la cadette étant la branche albertine. Elle doit son nom à Ernest de Saxe, à qui, lors du partage des territoires saxons en 1485, échut l'électorat de Saxe.

## Formation
Ernest et son frère cadet Albert III de Saxe, fils de l'électeur Frédéric II de Saxe (1412–1464), ont d'abord régné conjointement sur l'héritage de leur père. Après le décès de leur oncle paternel, le landgrave de Thuringe Guillaume II, en 1482 le landgraviat de Thuringe passe à la Saxe et tous les biens des Wettin sont unis. Toutefois, il y a de nombreux litiges et par le traité de Leipzig en 1485, les frères conviennent de diviser leurs domaines : la Thuringe autour de Weimar ainsi que le territoire de l'ancien duché de Saxe-Wittemberg avec la dignité électorale passèrent à Ernest ; le terrain de l'ancienne marche de Misnie autour de Meissen et Dresde furent attribués à Albert.
Cette partition était un choix politique lourd de conséquences, qui affaiblit la position des Wettin à travers les siècles et permit au Brandebourg-Prusse de déployer sa puissance hégémonique dans le nord du Saint-Empire. L'électeur ernestin Frédéric III de Saxe a soutenu la Réforme protestante. Son neveu Jean-Frédéric Ier fut un des grands protecteurs de Martin Luther, ainsi que son cousin albertin Maurice de Saxe, un protestant lui-même, qui sert l'empereur Charles Quint en 1546 contre la ligue de Smalkalde. Après la défaite de la ligue protestante lors de la bataille de Muehlberg le 24 avril 1547, Charles Quint lui attribua la dignité électorale par la capitulation de Wittemberg. Depuis cette date, la branche albertine maintint l'intégrité de l'électorat et préserva son pouvoir sur la région.

## Sous-lignées
Les deux branches évoluèrent très différemment : la branche ernestine, contrairement à la branche albertine, connut de nombreuses divisions, ses possessions se fragmentant au fil des siècles et des partages entre frères. Les ernestins divisèrent à plusieurs reprises leurs territoires en créant une mosaïque de petits duchés thuringiens. 
La branche donna les maisons de :

Carte de la Thuringe vers l'an 1680.

- Saxe-Cobourg-Eisenach (1572-1596) ;
  - Saxe-Cobourg (1596-1633, 1681-1699) ;
  - Saxe-Eisenach (1596-1638, 1640-1644, 1662-1741) ;
- Saxe-Weimar (1572-1741) ;
  - Saxe-Altenbourg (1603-1672, 1826-1918) ;
  - Saxe-Gotha (1640-1680) ;
    - Saxe-Gotha-Altenbourg (1681-1826) ;
    - Saxe-Eisenberg (1680-1707) ;
    - Saxe-Hildburghausen (1680-1826) ;
    - Saxe-Römhild (1680-1710) ;
    - Saxe-Meiningen (1680-1918) ;
    - Saxe-Saalfeld (1680-1735) ;
      - Saxe-Cobourg-Saalfeld (1735-1826) ;
        - Saxe-Cobourg et Gotha (1826-1918) ;

  - Saxe-Iéna (1672-1690) ;
  - Saxe-Weimar-Eisenach (1741-1918).

La maison de Saxe-Cobourg et Gotha a donné des souverains au Royaume-Uni, à la Belgique, au Portugal et à la Bulgarie. 

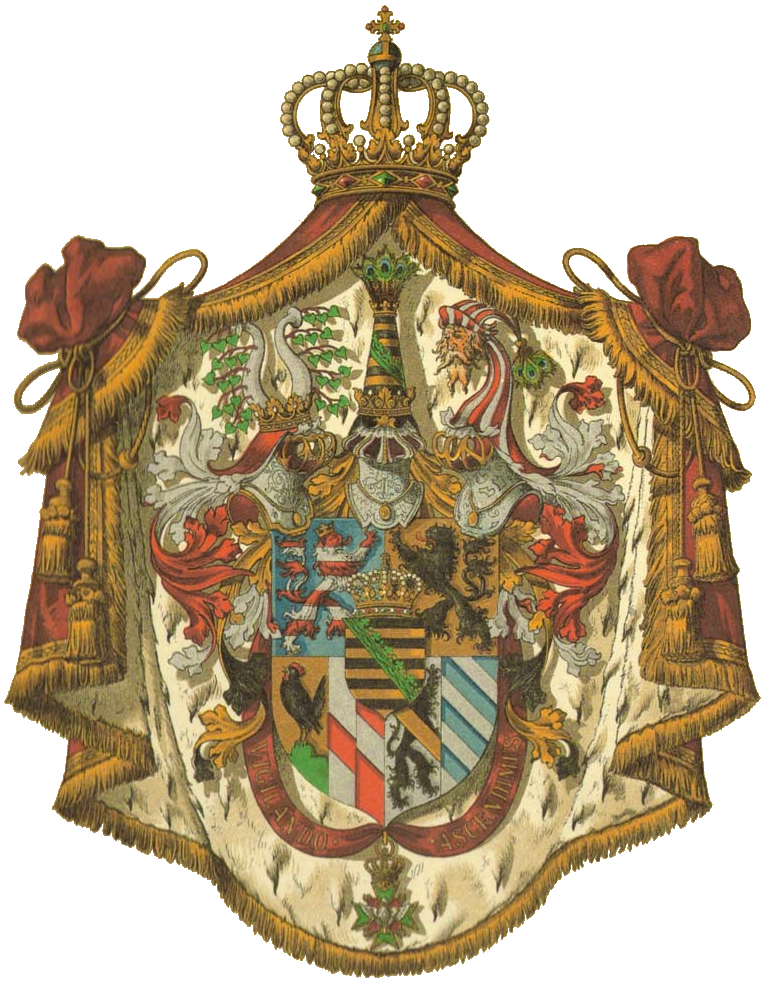
Grand-duché de Saxe-Weimar-Eisenach
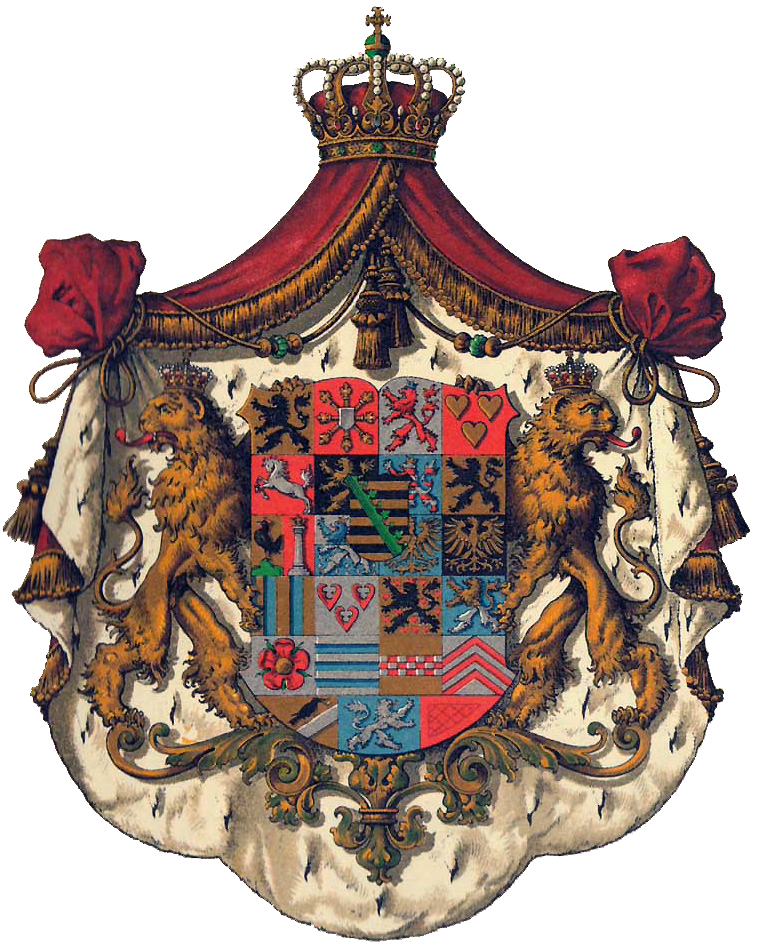
Duché de Saxe-Cobourg et Gotha
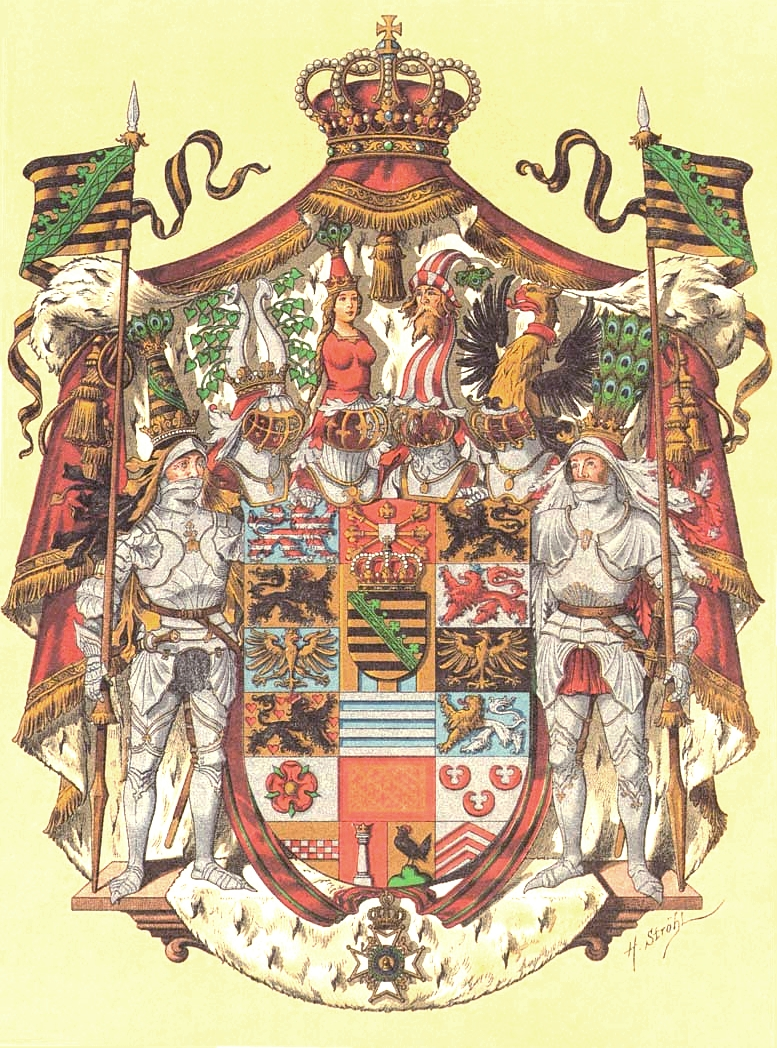
Duché de Saxe-Meiningen
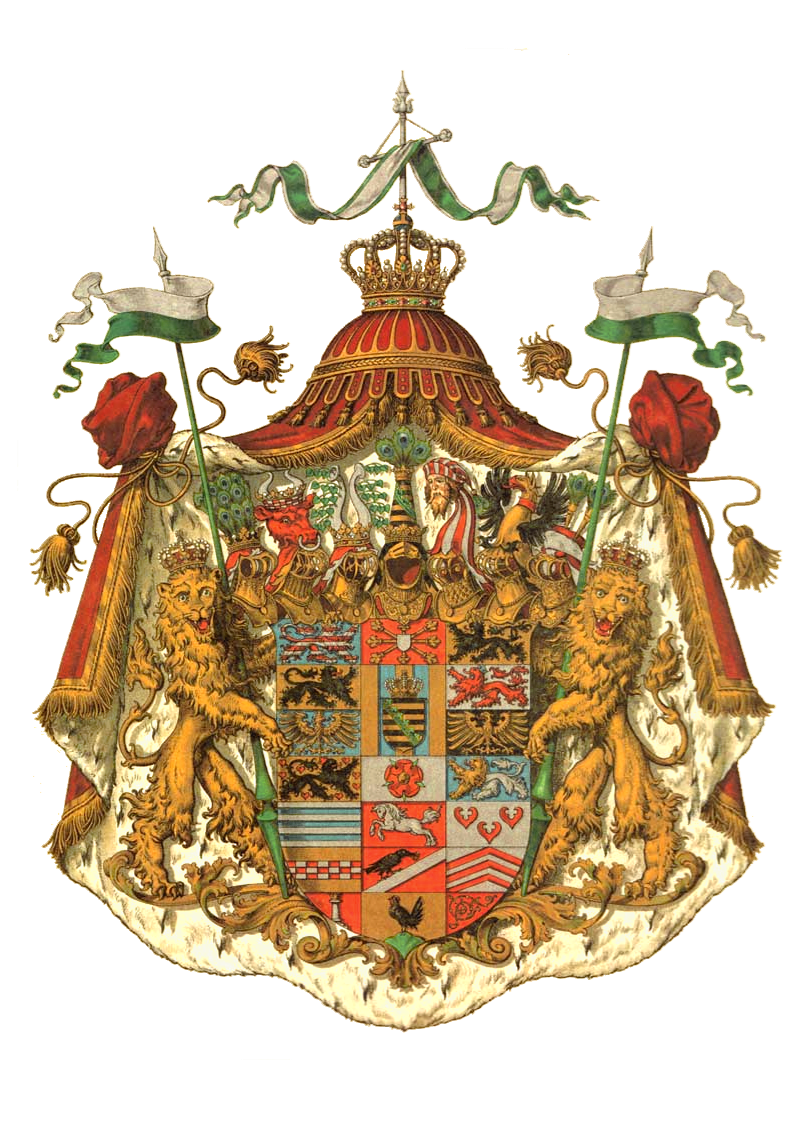
Duché de Saxe-Altenbourg

## Voir aussi

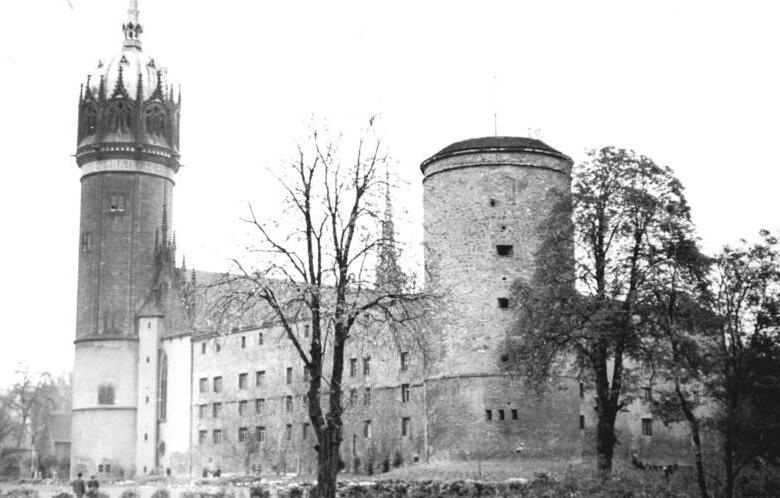
Château de Wittemberg et l'Église de la Toussaint de Wittemberg
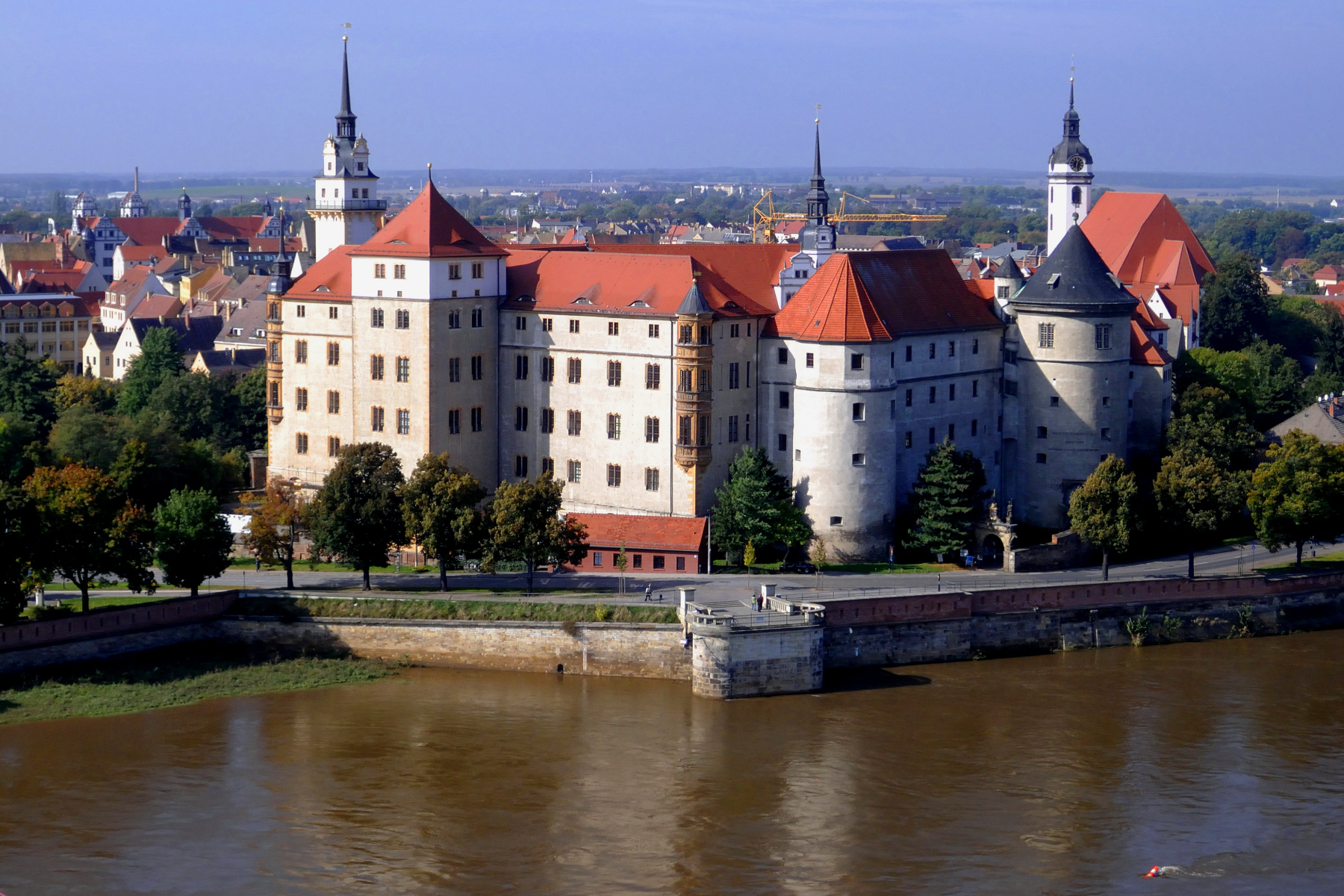
Château de Hartenfels à Torgau